# Kofarnihon
Kofarnihon (tadschikisch Кофарниҳон; russisch Кафирниган Kafirnigan) ist ein rechter Nebenfluss des Amudarja in Tadschikistan.
Der Kofarnihon entsteht am Zusammenfluss seiner beiden Quellflüsse Sardai-Mijona (rechts) und Sorbo (links), welche im Hissargebirge entspringen. Der Fluss fließt in westlicher Richtung. Er durchfließt Wahdat, wo ihm der Simigantsch rechtsseitig zufließt. Am Südrand von Duschanbe nimmt er die Nebenflüsse Warsob und Iljak auf. Weiter flussabwärts mündet der Chanaka von rechts. Nun wendet sich der Kofarnihon nach Süden, er bildet streckenweise die Grenze zu Usbekistan. Der Gebirgszug Babatag verläuft westlich des Unterlaufs. Vorbei an Kubodijon und Schahritus erreicht der Kofarnihon nach 387 km den Amudarja.
Der Fluss entwässert ein Areal von 11.600 km². Er wird hauptsächlich von der Schneeschmelze gespeist. Die mittlere Wasserführung am Pegel Tartki etwa 50 km oberhalb der Mündung beträgt 158 m³/s. Das Wasser des Kofarnihon wird zur Bewässerung genutzt, an seinem Unterlauf vor allem zur Bewässerung von Baumwolle.
Das persische Wort Kofarnihon bedeutet „Ort der Ungläubigen“ und ist vom arabischen Begriff kāfir, „Ungläubiger“, abgeleitet. Nach einer Legende für die Herkunft des Namens, die im Zusammenhang mit dem bei Schahritus gelegenen Quellteich Tschilu-tschor tschaschma erzählt wird, war der Fluss ausgetrocknet, als Ali, Vetter und Schwiegersohn des Propheten Mohammed, in die Gegend kam, um den Islam zu predigen. Ali verfluchte daher den Fluss und gab ihm diesen Namen.